# Vor Sonnenuntergang
Vor Sonnenuntergang è un film del 1956 diretto da Gottfried Reinhardt.

## Trama
Ormai anziano, l'industriale Mathias Clausen, dopo la morte della moglie, ha perso la sua gioia di vivere. Né viene confortato dall'affetto dei figli, che, egoisti, pensano solo a proteggere i propri interessi. Così, quando Clausen si innamora di una giovane che assume come segretaria, i figli si rendono conto che quella potrebbe diventare la loro matrigna.

## Produzione
Il film, girato in interni nei CCC-Atelier di Spandau e in esterni a St. Moritz e a Vienna, fu prodotto dalla Central Cinema Company Film (CCC).

## Distribuzione
Distribuito dalla Schorcht Filmverleih Gmbh, il film uscì nelle sale della Germania Ovest il 6 luglio 1956. In Austria, dove venne presentato in agosto, fu distribuito dalla Sascha Filmverleih.